# Rektor
Rektor (z lat. rector magnificus, regere) je funkce zpravidla označující nejvyššího představitele vysoké školy. Ve školství, resp. univerzitním prostředí, se tak většinou označuje nejvyšší hodnostář vysoké nebo církevní školy.
Rektora oslovujeme formálně pane rektore, při slavnostních událostech, akademických obřadech, mu též přísluší oslovení Vaše Magnificence (pane rektore), hovoříme o Jeho Magnificenci panu rektorovi (Magnificence znamená vznešený). Pokud rektora zastupuje prorektor, tedy jeho zástupce, požívá při těchto událostech stejného oslovení.

## Historie

### Rektorát pražské univerzity
Od středověku byl rektor nejvyšším představitelem učitelů a studentů, správcem financí a soudcem členů univerzity. První pravidla stanovil Arnošt z Pardubic roku 1360, která nařizovala střídání juristů s představiteli ostatních fakult. Podstatnou změnu ale roku 1409 přinesl Dekret kutnohorský krále Václava IV., který při volbě rektora stanovil poměr 3 hlasů českých proti 1 hlasu ostatních národů na univerzitě. Za vlády Jiřího z Kunštátu a Poděbrad pak došlo k další významné změně, která zužovala výběr kandidátů na kališníky.
S rostoucím významem se z postu rektora stávalo politikum. Do čela univerzity byli voleni významní představitelé domácího univerzitního národa a později také členové šlechtických rodin Českého království.
V 16. století došlo k rozšíření pravomocí rektora na správu nižších škol Českého království, ve kterých jmenoval správce, učitele, určoval řád studia a imatrikuloval žáky. Rektor řídil síť až 100 podřízených škol.
Nařízením z roku 1784 se zrušila jurisdikční práva rektorátu a členové univerzity tak byli podřízení soudům a orgánům státu. V roce 1802 vyvrcholila přeměna samostatně fungujících univerzit na státní školy a rektor byl pod dohledem státního úředníka nebo ministra.

### Rektorát olomoucké univerzity
Olomoucká univerzita vznikla v roce 1573 přiznáním univerzitních privilegií dosavadní Jezuitské akademii. Pozici Rectora Magnifica automaticky zastával rektor Jezuitské koleje, prvním na tomto postu byl Hurtado Pérez. Od padesátých let 18. století probíhal zápas mezi císařovnou Marii Terezií a jezuity o moc nad univerzitou. Císařovna nejprve rozhodla, že Rectora Magnifica bude volit akademická obec. Nicméně i volba v roce 1765 vedla k obsazení pozice teologem, načež se císařovna rozhodla vzít celou věc pevně do svých rukou, a v roce 1766 jmenovala nejvyšším hodnostářem univerzity prvního světskou osobnost, profesora práva Johanna Heinricha Bösenselleho.
První ženou na postu rektora české vysoké školy se stala na Univerzitě Palackého v roce 1950 Jiřina Popelová.

## Postavení rektora v Česku
Podle právního řádu ČR je rektor jedním ze samosprávných orgánů vysoké školy, za kterou jedná a rozhoduje. Rektora veřejné vysoké školy (resp. i státní vysoké školy, nikoliv však soukromé vysoké školy) jmenuje a odvolává na návrh akademického senátu veřejné vysoké školy prezident republiky. Návrh se podává prostřednictvím ministra školství, mládeže a tělovýchovy, který také navrhuje mzdu (resp. plat). Funkční období rektora je čtyřleté a stejná osoba může funkci vykonávat na téže vysoké škole nejvýše dvě po sobě jdoucí funkční období. Rektor jmenuje své zástupce, prorektory, kteří jej do určité míry mohou zastoupit. Mj. také jmenuje a odvolává děkany (na návrh akademických senátů fakult), kvestora, členy vědecké rady a disciplinární komise, předkládá rozpočet školy, výroční zprávu o hospodaření a hodnocení. Rektor je zpravidla ex officio předsedou vědecké rady vysoké školy. Dohled nad hospodařením vysoké školy a nad klíčovými rozhodnutími rektora (např. majetkovými) zpravidla vykonává správní rada, které též rektor předkládá příslušné materiály.
Jeho úřad se nazývá rektorát.